# 185
185（一百八十五）是184與186之間的自然數。

## 數學領域
- 合數，正因數有1、5、37和185。
質因數分解為{\displaystyle 5\times 37}。
- 虧數，真因數和為43，虧度為142。
- 不尋常數，大於平方根的質因數為37。
- 第60個半質數。前一個為183、下一個為187。
- 無平方數因數的數。
- 第87個十进制的等數位數。前一個為183、下一個為189。
- 可以用二種方式表示成二個平方數的和：132+ 42 = 112 + 82。
- 是二個平方數的差：212 - 162。
- 是20邊形數。